# Юрій Янушович Заславський
Юрій Янушович Заславський (1592—1636) — князь, військовик та урядник українських земель Речі Посполитої. Батько — князь Януш Янушович Заславський, мати — перша дружина батька княжна Олександра Санґушківна (?—1602), донька князя Романа Санґушка. Мав посаду володимирського старости (1635—1636). Був призначений королем одним з комісарів для укладення Куруківської угоди 1625 року.